# Za hranice mozku
Za hranice mozku (anglicky Beyond the Brain: Birth, Death And Transcendence In Psychotherapy) je kniha amerického psychiatra českého původu Stanislava Grofa z roku 1985. Podtitul knihy zní Narození, smrt, transcendence.
Autor knihu věnoval své ženě Christině, své matce Marii a Pavlovi. Ilustrace pocházejí z archívu MUDr. Stanislava Grofa.
Česky vydalo knihu v roce 1992 nakladatelství Gemma89  a v roce 1999 nakladatelství Perla.
Kniha předkládá výsledky téměř třicetiletého bádání na poli mimořádných stavů vědomí, vyvolaných pomocí psychedelických drog a různých druhů nefarmakologických metod. Snaží se shrnout velké množství pozorování, které často uvádělo v pochybnosti i samotného autora, jenž mnohokrát přepracovával své koncepce a vyspravoval je různými ad-hoc hypotézami.
Techniky, jejichž pomocí byly předkládané zážitky získány, jsou v knize popsány dostatečně detailně, aby je bylo možné zopakovat. Užití psychedelik je spojeno s právními a administrativními obtížemi, nefarmakologické postupy jsou však snadno dostupné komukoli se zájmem o tento směr výzkumu.

## Obsah knihy
1. Povaha skutečnosti: svítání nového paradigmatu
- Filozofie vědy a úloha paradigmat
- Karteziánsko-newtonovské období mechanistické vědy
- Koncepční podněty z moderního výzkumu vědomí
- Nové chápání skutečnosti, existence a lidské podstaty
- Holonomní přístup: nové principy a nové perspektivy

2. Dimenze lidské psyché: kartografie vnitřního prostoru
- Smyslová bariéra a individuální nevědomí
- Setkání se zrozením a se smrtí: dynamika perinatálních matricí
- Za hranicemi mozku: sféry transpersonálních zážitků
- Spektrum vědomí

3. Svět psychoterapie: směrem k integraci přístupů
- Sigmund Freud a klasická psychoanalýza
- Slavní renegáti: Alfred Adler, Wilhelm Reych a Otto Rank
- Existenciální a humanistické psychoterapie
- Psychoterapie s transpersonální orientací

4. Architektura emočních poruch
- Různé druhy sexuálních zážitků: dysfunkce, úchylky a transpersonální formy erotiky
- Kořeny násilí: biografické, perinatální a transpersonální zdroje agrese
- Dynamika depresí, neuróz a psychosomatických poruch
- Psychotické zážitky: nemoc nebo transpersonální krize?

5. Dilemata a rozpory tradiční psychiatrie
- Lékařský model v psychiatrii: pro a proti
- Rozpory v teorii a terapeutických opatřeních
- Kritéria duševního zdraví a terapeutických výsledků
- Psychiatrie a náboženství: úloha spirituality v lidském životě

6. Nové chápání psychoterapeutického procesu
- Podstata psychogenních symptomů
- Účinné mechanismy psychoterapie a transformace osobnosti
- Spontánnost a autonomie léčení
- Psychoterapie a duchovní vývoj

7. Nové perspektivy v psychoterapii a sebepoznávání
- Zásady psychoterapeutické pomoci
- Techniky psychoterapie a sebepoznávání
- Cíle a výsledky psychoterapie

Epilog: současná globální krize a budoucnost vývoje vědomí
Poděkování
Poznámky
Literatura
Rejstřík